# Lola Montez (1918)
Lola Montez ist ein deutsches Historien-Stummfilmdrama aus dem Jahre 1918 von Robert Heymann mit Leopoldine Konstantin in der Titelrolle (1821–1861). An ihrer Seite spielte Alfred Abel die männliche Hauptrolle ihres Liebhabers, eines Räuberhauptmanns. Die Geschichte beruht auf einem Roman von Adolf Paul.

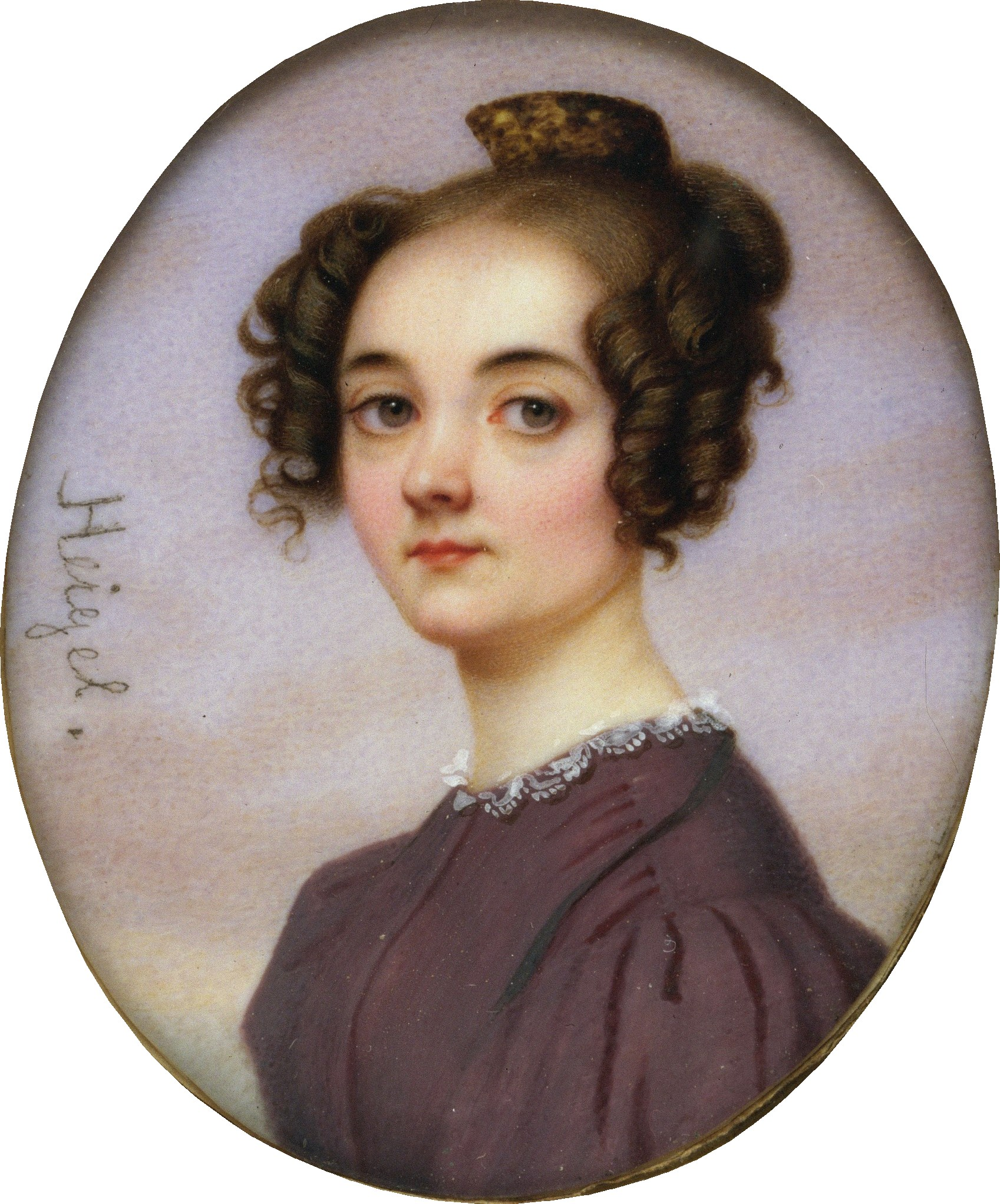
Lola Montez, etwa 16 Jahre alt

## Handlung
Lola Montez ist eine junge, heißblütige Tänzerin in Spanien zu Beginn des 19. Jahrhunderts. Sie ist der aufgehende Stern des Madrider Theaterlebens. Lola verdreht allen Männer der Stadt den Kopf, darunter auch hochrangige Ausländer wie der englische Gesandte Sir Eduards. Aber ihr Landsmann Madons, der Anführer der berüchtigten Karlistenbewegung, einer Bande von gefürchteten Desperados, entführt sie auf seine Burg und macht ihr einen Antrag. Noch ziert sich Lola, doch insgeheim fühlt sie sich sehr zu dem draufgängerischen Madons hingezogen.
Da der englische Botschafter plant, die spanisch-britischen Beziehungen zu verbessern, entsendet er seine Spione, um bei Lola Montez Informationen über ihren zukünftigen Bräutigam zu erhalten, um diese dann an die spanische Regierung weiterzureichen, die sehr daran interessiert, Madons zu fassen. Der Karlist wird dank dieser Informationen von den Spaniern gefasst und zum Tode verurteilt. Als sich der von gaffenden Menschenmassen begleitete Hinrichtungszug an Lolas Fenster vorbeibewegt, löst sich Madons kurz von seinen Bewachern und stürmt auf Lolas Balkon, um seine Liebste noch einmal zu umarmen. Es fällt ein Schuss, und der Räuberhauptmann sinkt tödlich getroffen zu Boden.

## Produktionsnotizen
Lola Montez entstand 1918 im Luna-Film-Atelier in Berlins Friedrichstraße Nr. 224 und passierte die Zensur im September desselben Jahres. Der Fünfakter mit einer Länge von 1480 Metern Länge erhielt Jugendverbot und wurde wenig später uraufgeführt.
August Rinaldi entwarf die Filmbauten.

## Wissenswertes
Nach einem Drehbuch Heymanns entstand noch im selben Jahr unter der Regie Rudolf Walther-Feins eine „Lola Montez“-Fortsetzung, die das Leben der Tänzerin als Mätresse König Ludwig I. nacherzählte. Die Montez wurde hier von Marija Leiko verkörpert.

## Kritik
In Wiens Neuer Freie Presse konnte man in der Ausgabe vom 22. August 1919 folgendes lesen: „... Leopoldine Konstantin schuf hier nicht nur eine Paraderolle für den Film, sondern an und für sich eine ihrer besten Leistungen. (…) An kinodramatischer Kraft ist dieser Film unübertreffbar …“